# 弗里茨·胡德赫德拉赫
弗里茨·胡德赫德拉赫（1951年11月1日—），荷蘭自治國阿鲁巴岛政治家，2002年起任荷属安的列斯总督至2010年荷属安的列斯解体為止。